# FlashMe
FlashMe är en konsolmodifiering av mjukvaran för Nintendo DS. En av huvudanledningarna till varför man vill flasha sin DS med denna är för de möjligheter att kunna köra hemmagjord kod som då öppnas - i form av hemmagjorda program och spel. FlashMe tillåter också att man kör piratkopierade spel, även om nu detta inte uppmuntras av utvecklaren. Vidare tillkommer även ytterligare funktionaliteter såsom ett återhämtningsprogram för att kunna starta konsolen i ett felsäkert läge om dess firmware någon gång skulle bli överskriven med skadad kod.